# صخر الغي
صَخْر بن عَبْد الله بن سعاد الخُثَيْمي الهُذَلِي فارس من فرسان الجاهلية، ولقب بصخر الغيّ لخلعه وشدة بأسه وقوته وكثرة شره. كان من شعراء هذيل، وشارك في العديد من الغارات على بني فهم وبني المصطلق.

## نسبه
- صَخْر بن عبد الله بن سَعْاد بن خثيم بن عمرو بن الحارث بن تميم بن سعد بن هذيل بن مدركة بن إلياس بن مضر بن نزار بن معد بن عدنان.[2]

## عنه
كان صخر الغيّ من أشهر فرسان هذيل وأشدهم قوةً وسرعةً في الهجوم، وذاع صيته بين العرب. اشتهر بالقيام بغارات عديدة بمفرده على بني فهم وبني المصطلق. يُذكر أنه خرج في غارة على بني المصطلق من خزاعة، وعندما حاصروه بأعداد كبيرة وهو وحده، قال هذه الأبيات:
ومعنى ما قاله لو علموا قومه هذيل معه في المعركة ضد خزاعه لنصروه عليهم ولكنه بات يرجز بهذه القصائد وهو يعاركهم حتى مات. 

## غزواته
وكان بينه وبين بني عدي من بني فهم معارك وغارات كثيره وكان يغير عليهم وحده على قدمية فيقتل منهم وذكر أبو ذؤيب الهذلي عنه في ذلك.

## مناقضاته مع أبو المثلم
في إحدى الحوادث، قتل صخر رجلًا من بني مزينة وكان المزني جارا للشاعر الجاهلي أبو المثلم الهذلي، مما دفع أبا المثلم إلى حث قومه على الانتقام. فرد صخر على هذا التهديد بأبيات شعرية، ثم تبادل الاثنان القصائد في منازلة شعرية نقلت عده قصائد منها وكان كلاهما يفتخر بالبطن الذي ينتمي اليه.

## اشعاره
كان لصخر لغي ابن اسمه تليد بن صخر الهذلي توفي في شمنصير فقال فيه صخر ابيات يرثيه فيها يقول في مطلعها.

## وفاته ورثاءه
عندما قتل صخر الغي بلغ ذلك أبا الملثم فحزن حزنا شديدا وقام يرثيه فقال.